# تشارلز فريدريك جوي
تشارلز فريدريك جوي (بالإنجليزية: Charles Frederick Joy)‏ هو محامي وسياسي أمريكي، ولد في 11 ديسمبر 1849، وتوفي في 13 أبريل 1921 بسانت لويس في الولايات المتحدة. حزبياً، نشط في الحزب الجمهوري. انتخب عضو مجلس النواب الأمريكي.